# Chicken Scramble
《Chicken Scramble》是火箭瓶遊戲有限公司推出的益智遊戲，iOS與 Android版本在2014年9月3日同步上架，在不久的將來也會推出Facebook。

## 玩法
《Chicken Scramble》用滑動畫面的方式將兩個相同的物品合成下一個等級的物品來完成任務要求。類似《2048》的玩法，你可以不停地上下左右滑動，移動小雞的方向。如果兩個相同的小雞碰撞在一起，他們會升級為下一個等級的小雞。目前開放到第80關 (第一年)，分成4個季節，每個季節有20關，每一關卡的草地尺寸跟形狀都不同，也會出現不同的地上物或障礙物。完成每關的指定任務需求後可以晉級到下一關。過關分數越高可以得到更多的星星，每一關最多有3顆星星。

## 評價
玩家對於《Chicken Scramble》的簡易玩法、高品質的美術風格以及悠揚的配樂，都給予全面性的高度評價。

## 外部連結
- 官方网站（页面存档备份，存于）